# مفاعل بلوتو
كان مفاعل بلوتوPLUTO Reactor مفاعلا لفحص واختبار المواد وهو مفاعل نووي كان يتبع مؤسسة أبحاث الطاقة الذرية، المنشأة على القاعدة الجوية الملكية في هارويل"، أوكسفوردشاير، في المملكة المتحدة.

## التخطيط
كان المفاعل بلوتو هو أحد خمس مفاعلات نووية تبنى في القاعدة الجوية السابقة في هارويل. وقد اختير موقع القاعدة كمكان لإنشاء مركزا للأبحاث العلمية وتطوير البرنامج النووي للمملة المتحدة. وقامت هيئة الطاقة الذرية البريطانية UKAEA بتصميم المفاعل، وقامت شركة «هيد رايسون بروسيس ليمتد» ببنائه، وهي شركة صناعية في «تيسايد» بانجلترا.
.
مفاعل بلوتو بني بعد مفاعل ديدو وهو من نفس الطراز فيتميزين بفيض للنيوترونات عاليا. وكان مفاعل بلوتو هو ثالث مفاعل يبنى من طراز ديدو. مفاعل بلوتو ومفاعل ديدو موجودان في هارويل. وأما المفاعل الثالث فهو مفاعل دونراي DMTR وهو مبني في كاثنيس باسكتلاندا. وكان بناء مفاعل بلوتو كمفاعل متعدد الأغراض كان عاملا محفزا لكي تبني دول أخرى مفاعلات بغرض فحص واختبار المواد، وكلها مبنية على طراز تصميم مفاعل ديدو. في يوم 27 أكتوبر 1957 بدأ تشغيل مفاعل بلوتو وعمل بعد ذلك لمدة 33 سنة.وبعد ذلك أوقف عن العمل في عام 1990.

## التصميم
كان تصميم مفاعل بلوتو مبنيا على تصميم مفاعل ديدو ويستخدم اليورانيوم المخصب كوقود، ويستخدم الماء الثقيل كمهديء للنيوترونات ولتبريد الدورة الرئيسية التي تمر في قلب المفاعل. وكان قلب المفاعل عبارة عن أسطوانة قطرها 88 سنتيمتر وارتفاعها 61 سنتيمتر. وكان مبنيا حوله حاجز لمنع الإشعاعات من الانتشار حول المفاعل وتهديد العاملين؛ هذا الحاجز كان عبارة عن 65و0 سنتيمتر من البورال، و 10 سنتيمتر من الرصاص و 45 سنتيمتر من الأسمنت المسلح الثقيل المحتوي على قطع من الحديد، ثم من الخارج تحيط بهم طبقة سمكها 120 سنتيمتر من خرسانة الباريت.
.
حول قلب المفاعل مباشرة في داخل تلك الحواجز كان يوجد عاكسا للنيوترونات من الجرافيت.
وكانت وحدات الوقود النووي عبارة عن يورانيوم مخصب إلى درجة 80% باليورانيوم-235، وهو سبيكة مع لوحات من الألمونيوم، كانت تنتج طاقة نحو 3,850,000 كيلوواط/كيلوجرام.
وبأ مفاعل بلوتو بطاقة 10 ميجاواط حراري، ثم ارتفعت قدرته خلال فترة تشغيله إلى 25 ميجاواط.

## الاختبارات التي قام بها
مفاعل بلوتو المتعدد الأغراض قام بأعمال متعددة؛ اختبارات مواد للعمل في مفاعلات القوى، وبحوث لتعيين البنيات البلورية للمواد. وكانت مهمته الرئيسية هي إنتاج وقودا نوويا جديدا، وافحص المواد وتجارب التنشيط الإشعاعي لعينات، وهي تتضمن اختبارات تأثير الإشعاعات على الجرافيت لمعرفة مدي تأثره وتأثر صلابته عند تعرضه لإشعاع قوي. وكانت اختبارات المواد الجارية في هارويل تجرى بتعريض مواد للإشعاع الصادر من المفاعل. وأجريت تلك الاختبارات في ثلاثة مواقع: مارك 5 وكان وحدة وقود خاوية من وسطها ويوضع في قلب المفاعل بلوتو، وموقعا في فيض نيوترونات مفاعل ديدو، والموقع الثالث كان في محول الفيض flux converter في مفاعل بلوتو. وكان الغرض من محول الفيض هو تعريض المواد المراد فحصها إلى نيوترونات وأشعة جاما تكون متساوية التوزيع على العينة؛ تلك الأفياض من النيوترونات وأشعة جاما توجد عادة في مفاعل الماء الخفيف، وليس في مفاعلات الماء الثقيل. . بحيث تتساوى غزارة.
ومن التجارب التي أجريت بغرض فحص تأثر الجرافيت بالإشعاع، فهي بينت تأثير الإشعاع على الجرافيت عند تعريضه لها مدة بين 20 إلى 30 سنة في مفاعلات القوى. تلك العينات أجريت الاختبارات عليها خلال عدة أشهر فقط (بسبب أن مفاعل من طراز ديدو يعطي فيض نيوترونات عالي، بهذا يُختصر الوقت). ومن الأنشطة الأخرى الي أجريت على المفاعل بلوتو كانت: بحوث الفيزياء مثل تشتت النيوترونات، ودراسات كيميائية، وإنتاج النظائر المشعة المستخدمة في المؤسسات الطبية وبعض الصناعات.
ونظرا لأن المفاعلين بلوتو وديدو عملا بطريقة مستمرة، تتخللها فترات توقيف، فكان 1لك يتيح فرصة لإنتاج أعدادا كبيرة من النظائر المشعة فصيرة عمر النصف للمستشفيات. وتبلغ كمية النظائر المشعة المنتجة في هارويل نحو 70% من الكمية الإجمالية المنتجة في المملكة المتحدة التي بيعت في مختلف بلاد العالم.
.

## انهاء تشغيل المفاعل
وصل مفاعل بلوتو إلى الحالة الحرجة (بدء التشغيل) critical في عام 1957 حتى وصل إلى نهاية عمره في عام 1990. ومن المخطط أن يفك المفاعل وتزال مبانيه تماما حتى عام 2024.
وسوف يجرى فك المفاعل على ثلاثة مراحل، طبقا للنظام العياري للهيئة الدولية للطاقة الذرية. وقد بدأت المرحلة الأولى بتوقيف المفاعل وإغلاق مبناه. بدأت المرحلة الثانية بفك أجزاء المفاعل المشعة والغير مشعة مع الإبقاء على مبنى المفاعل وكذلك حاجز الإشعاعات المحيط بالمفاعل. وأما المرحلة الثالثة فهي تتضمن هدم المبنى، وانتزاع قلب المفاعل والحاجز الإشعاعي البيولوجي، ثم تنظيف الموقع من جميع النفايات المشعة بغرض إرجاع هيئة الأرض إلى ما كانت عليه قبل إنشاء المفاعل، واستخدامها لأغراض أخرى.

بحلول عامي 1994 و 1995 كان مفاعل بلوتو في المرحلة الثانية من فك المفاعل 

## اقرأ أيضا
- مفاعل أستراليا عالي الفيض
- مفاعل ماجنوكس
- مفاعل نووي للأبحاث
- مفاعل نووي
- مفاعل الماء الخفيف
- مفاعل ديدو
- مؤسسة الطاقة الذرية البريطانية